# Nevio Scalamera
Nevio Antonio Scalamera (Fiume, 29 aprile 1924 – Australia, 10 dicembre 2012) è stato un calciatore italiano, di ruolo centrocampista.

## Biografia
Durante la Seconda guerra mondiale è stato deportato in un campo di concentramento nazista.

## Carriera
Inizia la sua esperienza calcistica nei Magazzini Generali Fiume, la seconda squadra della città istriana dopo la Fiumana. Nel 1941-1942 la squadra viene promossa in Serie C dove Scalamera ha modo di esordire il 31 gennaio 1943 nella trasferta di Vittorio Veneto. A fine stagione saranno 7 le sue presenze con 1 rete segnata.
Il territorio fiumano è però stretto nella morsa della guerra tanto che Scalamera dopo una piccola esperienza con la squadra cittadina dell'Organizzazione Todt nel novembre del 1944 viene catturato dai nazisti e deportato in un campo di lavoro in Germania. Al termine della guerra nell'aprile 1945 riesce a tornare a Fiume venendo però subito arruolato nell'esercito titino. Scalamera troverà però il modo di scappare abbandonando per sempre la sua terra.
Nell'ottobre 1945 viene ingaggiato dal Venezia esordendo nella massima serie il 28 ottobre 1945 a Genova dove i nero verdi pareggiano a reti bianche con il Genoa, in totale saranno solo 4 le sue presenze con il Venezia.
Nella stagione successiva viene dato in prestito al San Donà dove disputa il campionato di Serie C tornando a giocare con continuità, alla fine saranno 27 le sue presenze. Meno fortunata la stagione 1947-1948 alla Vigor Nicastro dove un infortunio lo bloccò lungamente.
Grazie all'interessamento di alcuni conoscenti fiumani nel frattempo emigrati in Liguria, trova un ingaggio nella Rivarolese militante in Promozione. La squadra vince il campionato con un grande distacco sulle avversarie e con Scalamera nel ruolo di protagonista assoluto. Il 10 febbraio 1949 partecipa anche ad una amichevole di allenamento contro la Nazionale di Vittorio Pozzo. Nell'estate tante le richieste delle squadre maggiori per ingaggiarlo, ma alla fine giocherà ancora in Promozione con l'Entella Chiavari. Nell'estate 1950 è sul punto di passare al Genoa ma non si trovò l'accordo e Scalamera decise di cercar fortuna in Australia.
Nel continente australiano iniziò a giocare dapprima con il Beograd Melbourne, per poi passare alla Juventus Adelaide. Scalamera divenne uno dei giocatori simbolo della squadra bianconera, assieme a Nereo Burattini e Mario Busidoni, vincendo tre campionati australiani.

## Palmarès

### Club

#### Competizioni nazionali
- South Australian Super League: 2

Adelaide City: 1953, 1954
- Promozione: 1

Rivarolese: 1948-1949 (girone A)